# The Square (hotel)
 For alternative betydninger, se The Square. (Se også artikler, som begynder med The Square)
Hotel The Square er et dansk designhotel, der er beliggende på Rådhuspladsen i Indre By, København. Hotellet er en del af Arp-Hansen Hotel Group og blev indviet i 2003.
Hotellet er indrettet i en tidligere kontorbygning, der blev opført 1958-1960 og tilhører stilistk modernisme. Den minimalistiske linje er holdt i værelsernes indretning. 
Navnet ”The Square” refererer til hotellets beliggenhed ved Københavns Rådhusplads og dels også til hotellets minimalistiske og grafiske indretning.